# Marquesado de Lanzarote

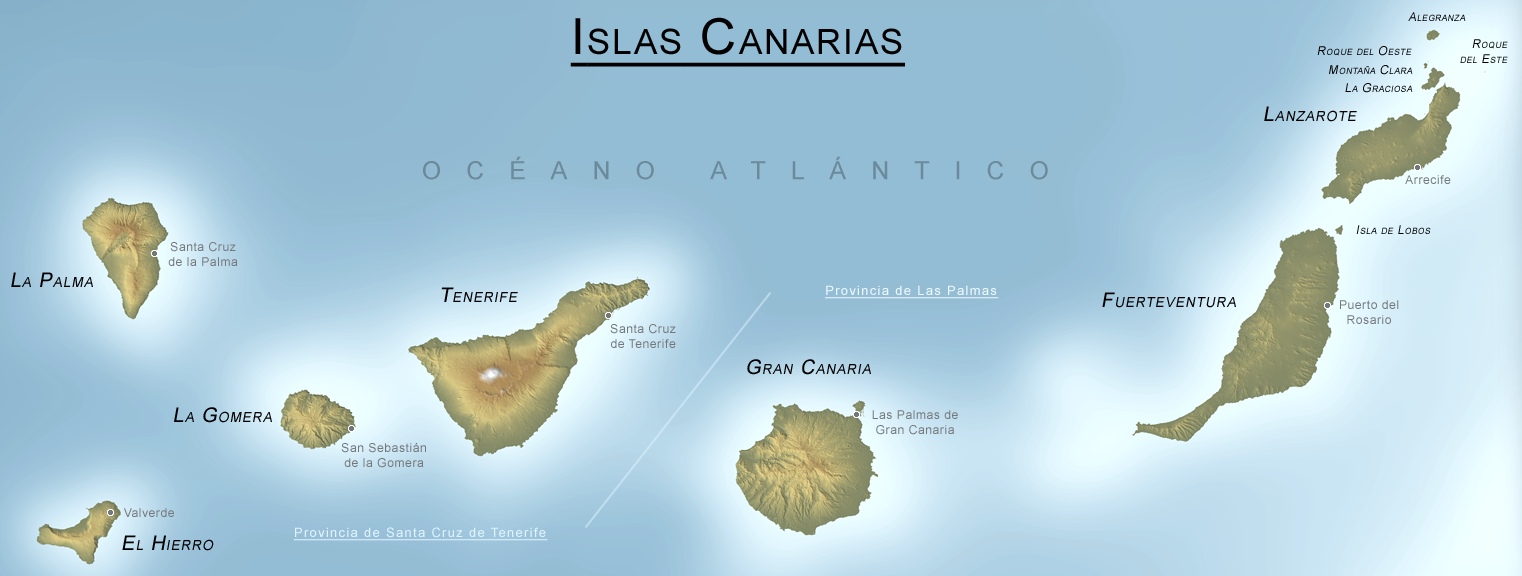
La isla de Lanzarote es la más oriental del archipiélago canario.

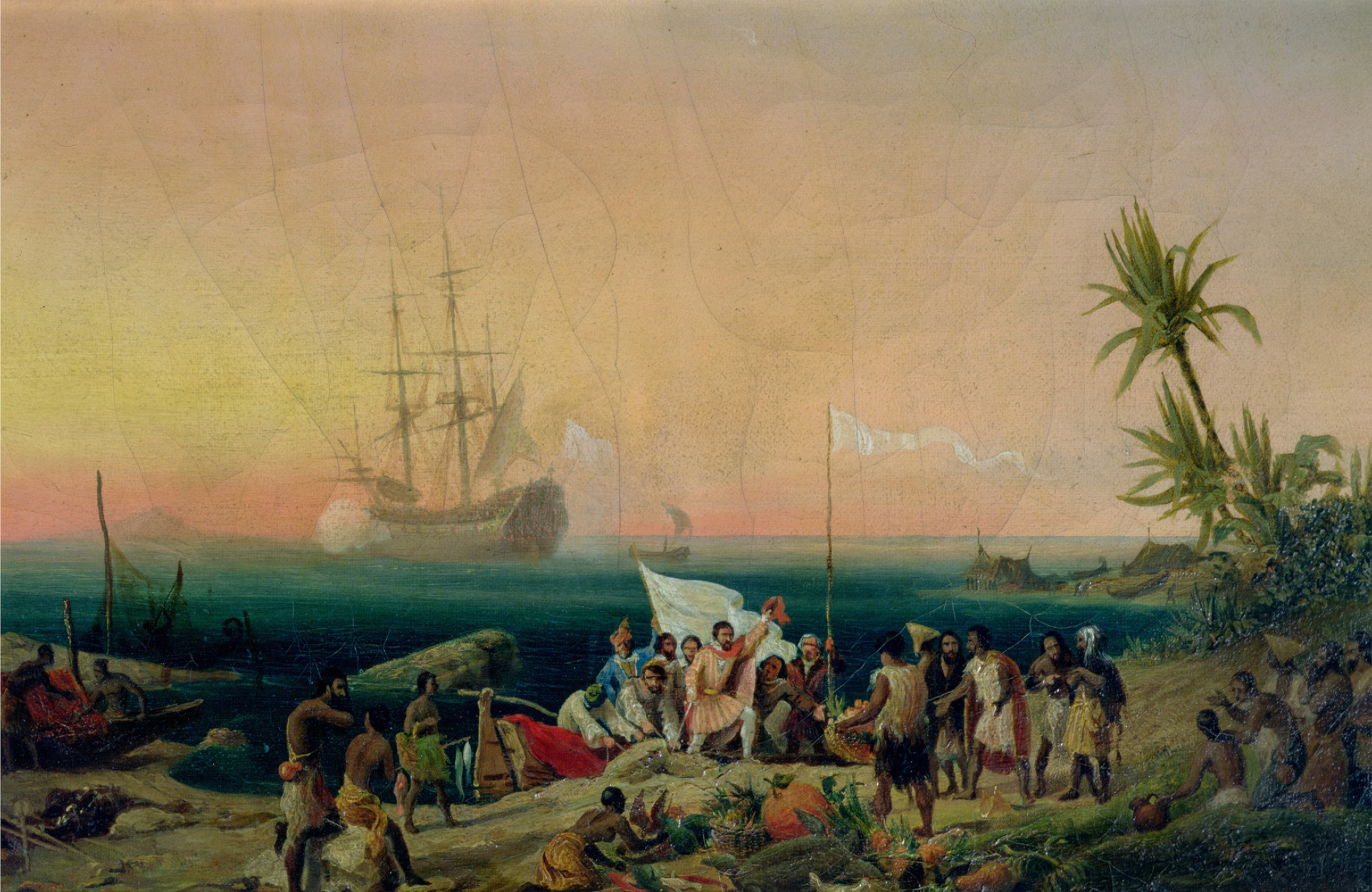
Los Herrera poseían el señorío de Lanzarote como causahabientes del caballero normando Juan de Béthencourt, que conquistó la isla en 1402. Óleo de Louis Garneray (1848).

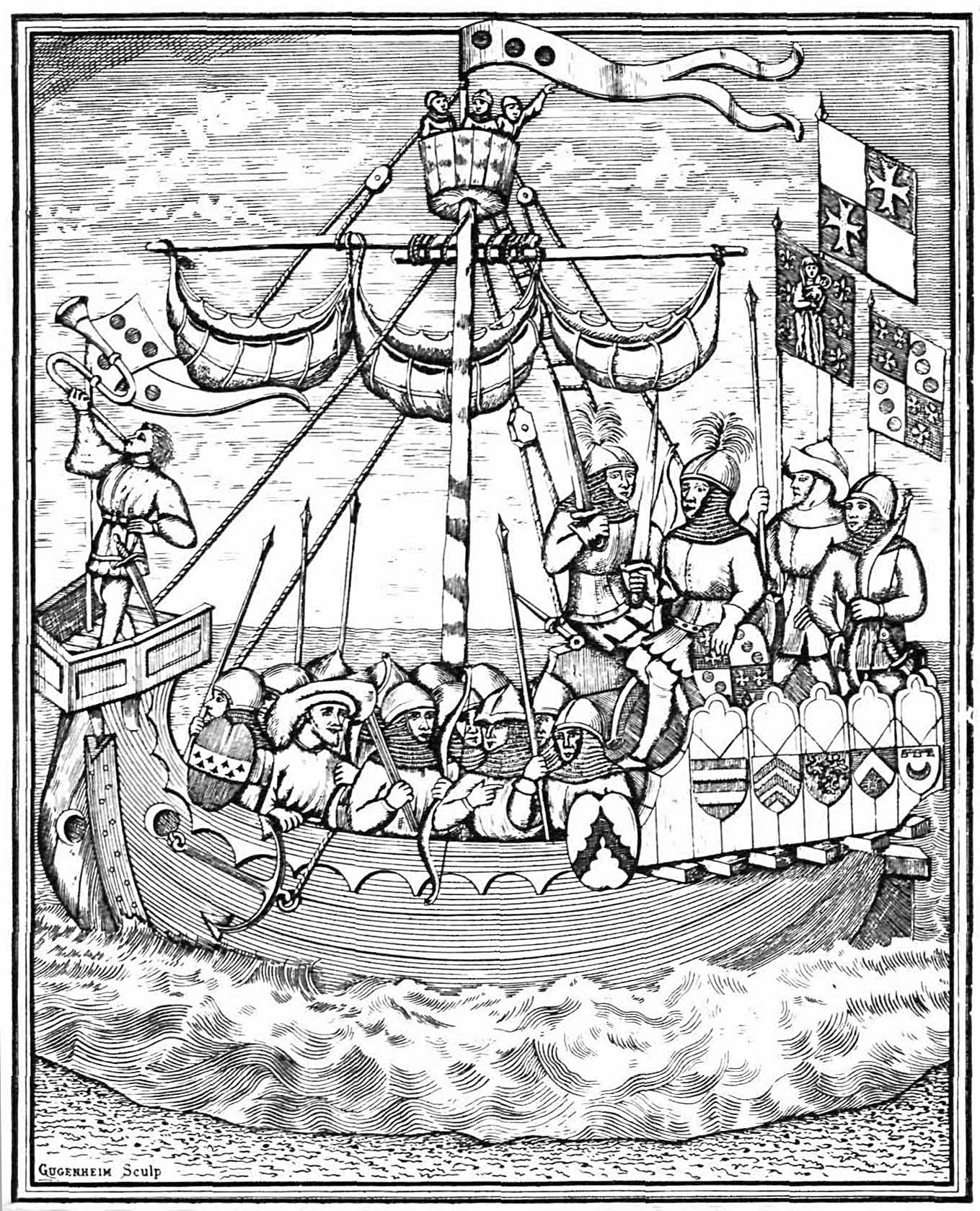
Expedición de Juan de Béthencourt y Gadifer de La Salle a la isla de Lanzarote en 1402. Ilustración del texto G de Le Canarien, atribuido al propio La Salle.

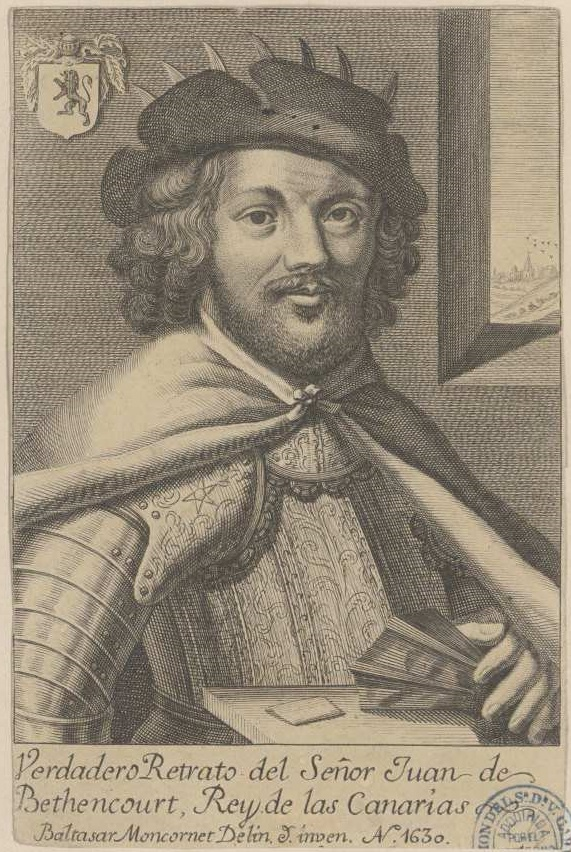
Verdadero retrato del Señor Jhean IV de Béthencourt, Rey de Canarias, realizado en 1630 por Balthasar Moncornet.

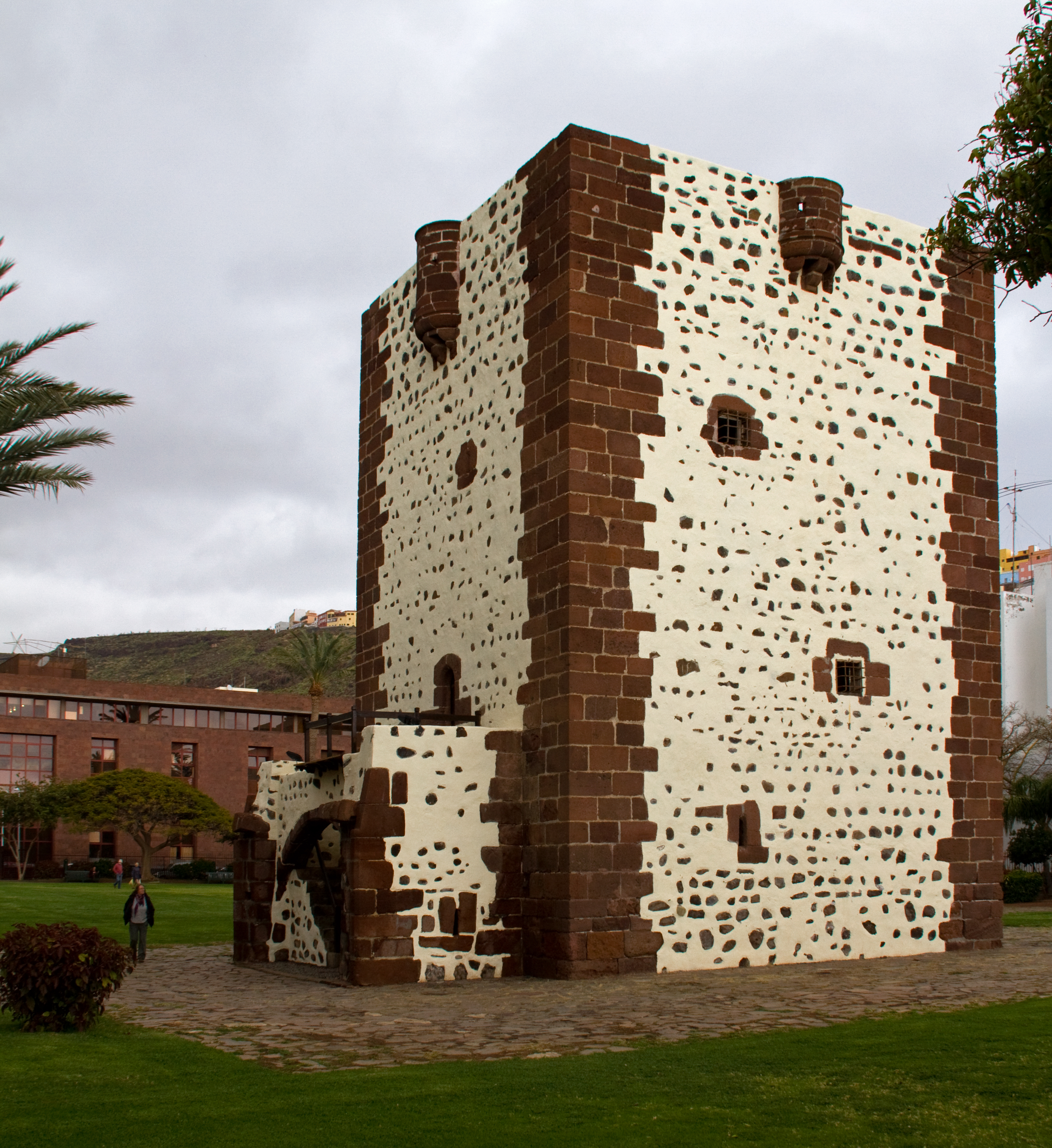
La Torre del Conde fue edificada en San Sebastián de La Gomera a mediados del siglo XV por Diego García de Herrera, señor de las Canarias por su matrimonio con Inés Peraza de las Casas. Es la única construcción defensiva que se conserva en las islas de la época de la Conquista y también el edificio gótico más meridional del mundo. La designación del Conde alude al título de conde de La Gomera prometido por los Reyes Católicos a dicho Diego García en las capitulaciones de 1477 y concedido efectivamente en 1515 a su nieto Guillén Peraza de Ayala por la Reina Juana la Loca.

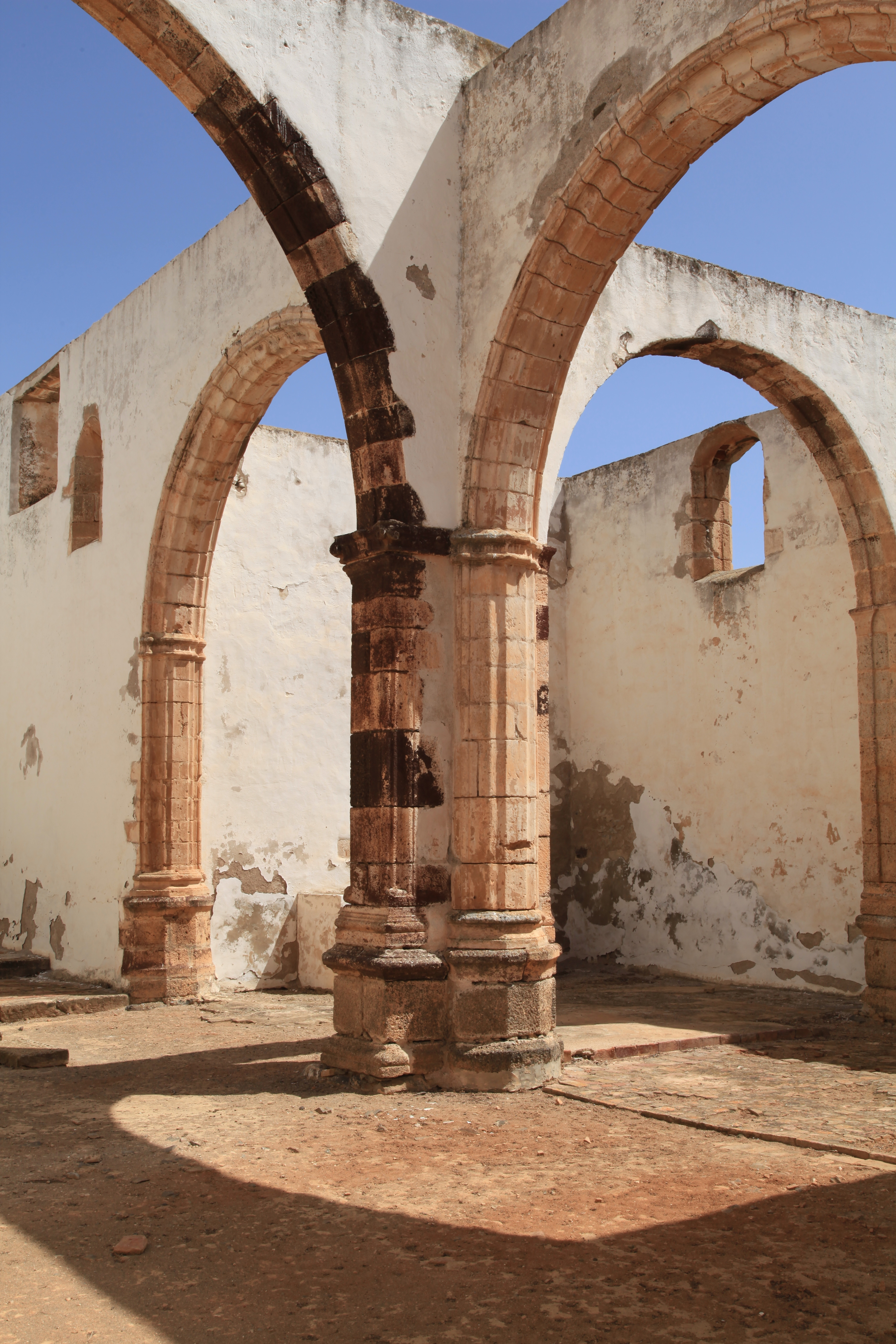
El primer convento que hubo en las Canarias fue el franciscano de San Buenaventura, erigido en 1416 por bulas del Papa Luna en la villa de Betancuria, capital de la isla de Fuerteventura (que debe su nombre precisamente al Doctor Seráfico). El edificio definitivo se trazó en estilo gótico como un emparrillado de arcos de medio punto y fue construido con fina cantería en la segunda mitad del XV a expensas de Diego de Herrera, señor de las islas, que en 1485 recibió sepultura en la iglesia conventual. En esta casa fue hermano lego San Diego de Alcalá, que llegó de la península en 1441 movido del celo de predicar a los paganos. Fue elegido guardián del cenobio y, aunque renunció, obligado a aceptar por obediencia. Los frailes fueron exclaustrados en el y hoy el edificio se halla en ruinas.

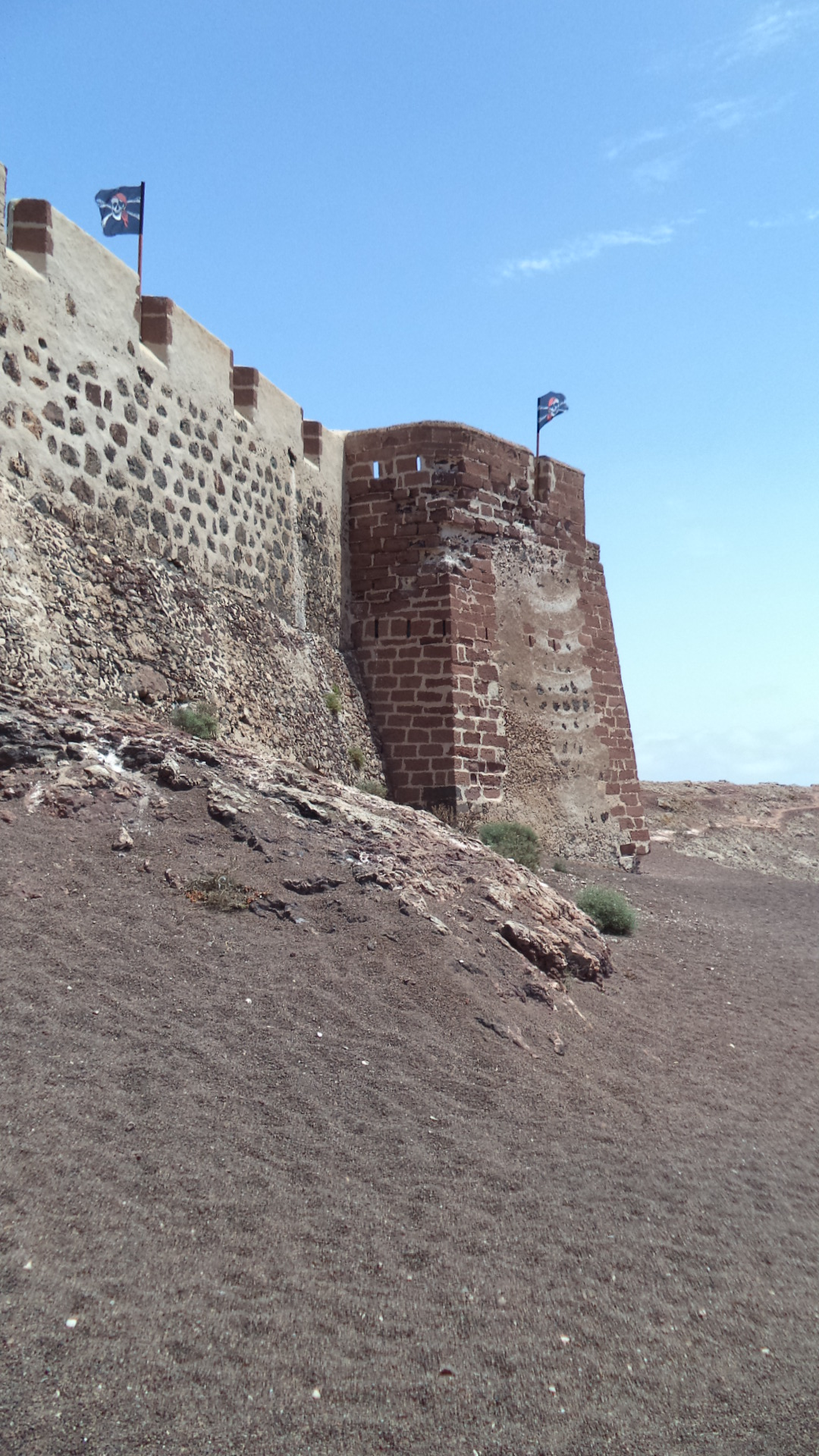
Castillo de Santa Bárbara y San Hermenegildo en la isla de Lanzarote. Desde su privilegiado emplazamiento al borde del cráter del volcán Guanapay, domina una extensa caldera de tierra y tiene también amplias vistas sobre la costa oriental. La torre primitiva fue levantada en 1312 por Lanceloto Malocello, el navegante italiano que dio nombre a la isla. Y en el la construyó de nuevo Sancho de Herrera el Viejo, I señor de Lanzarote y Fuerteventura, como símbolo del poder señorial y con la doble finalidad de servir de atalaya costera y guarnecer la villa de Teguise, capital de la isla hasta 1847.

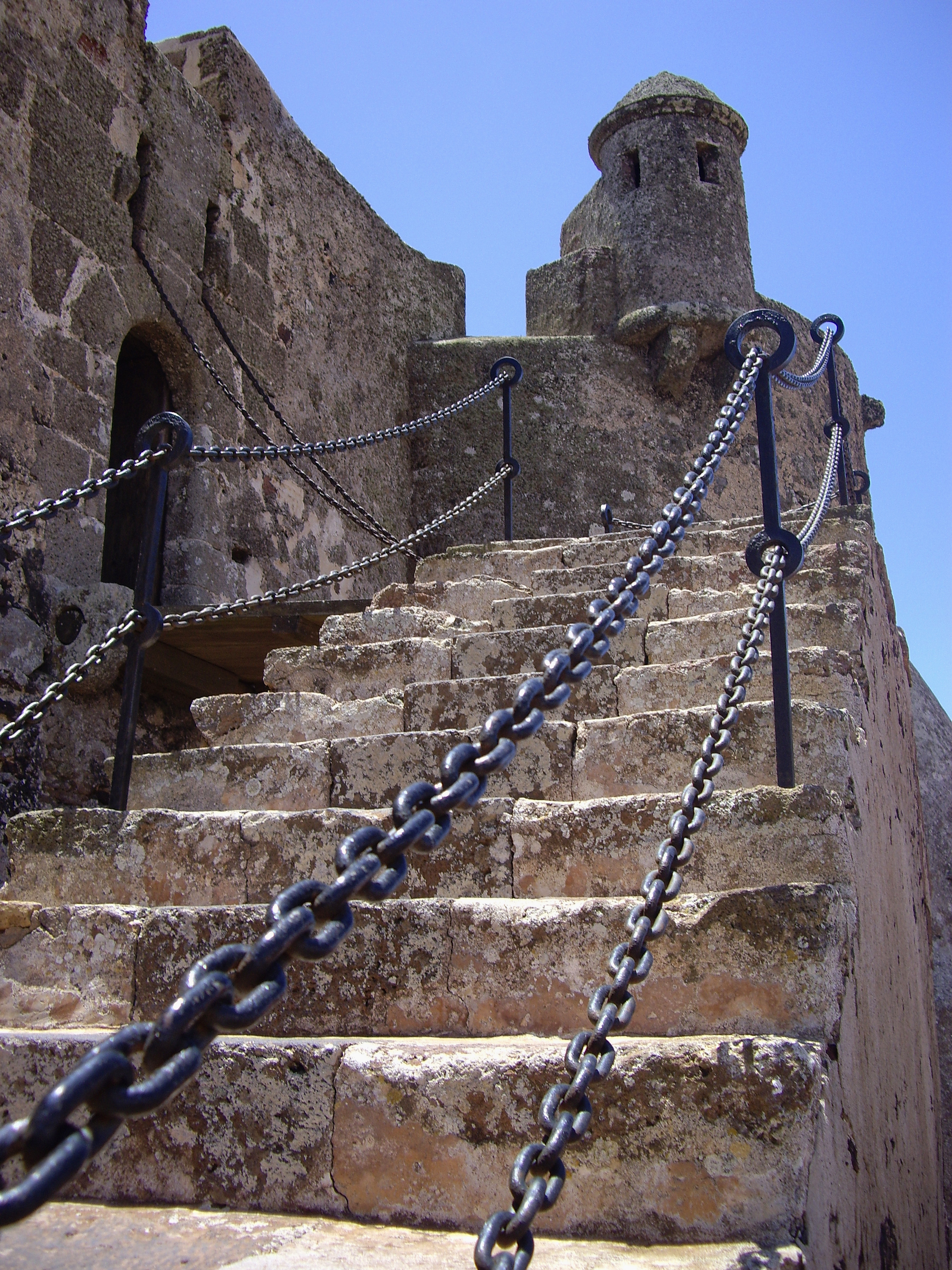
El castillo de Santa Bárbara o de Guanapay, con el tamaño y fortificaciones que hoy tiene, fue construido en 1573 por Agustín de Herrera y Rojas, I conde de Lanzarote, a partir de la torre medieval levantada por su tío-bisabuelo. Quince años más tarde —y después de que el pirata Morato Arráez arrasara la isla en 1586— fue reconstruido por el mismo señor, que ya era marqués de Lanzarote, con intervención del ingeniero Leonardo Torriani. En 1598, días después del fallecimiento del marqués, arribó a la isla con la intención de secuestrarle una flota inglesa al mando del corsario lord Cumberland. Desde 2011, la antigua fortaleza alberga el Museo de la Piratería: un centro de interpretación sobre los piratas y corsarios relacionados con la historia de las Canarias. Sus fondos incluyen una colección de armas antiguas y de maquetas navales. Detalle de una garita y una poterna con puente levadizo.

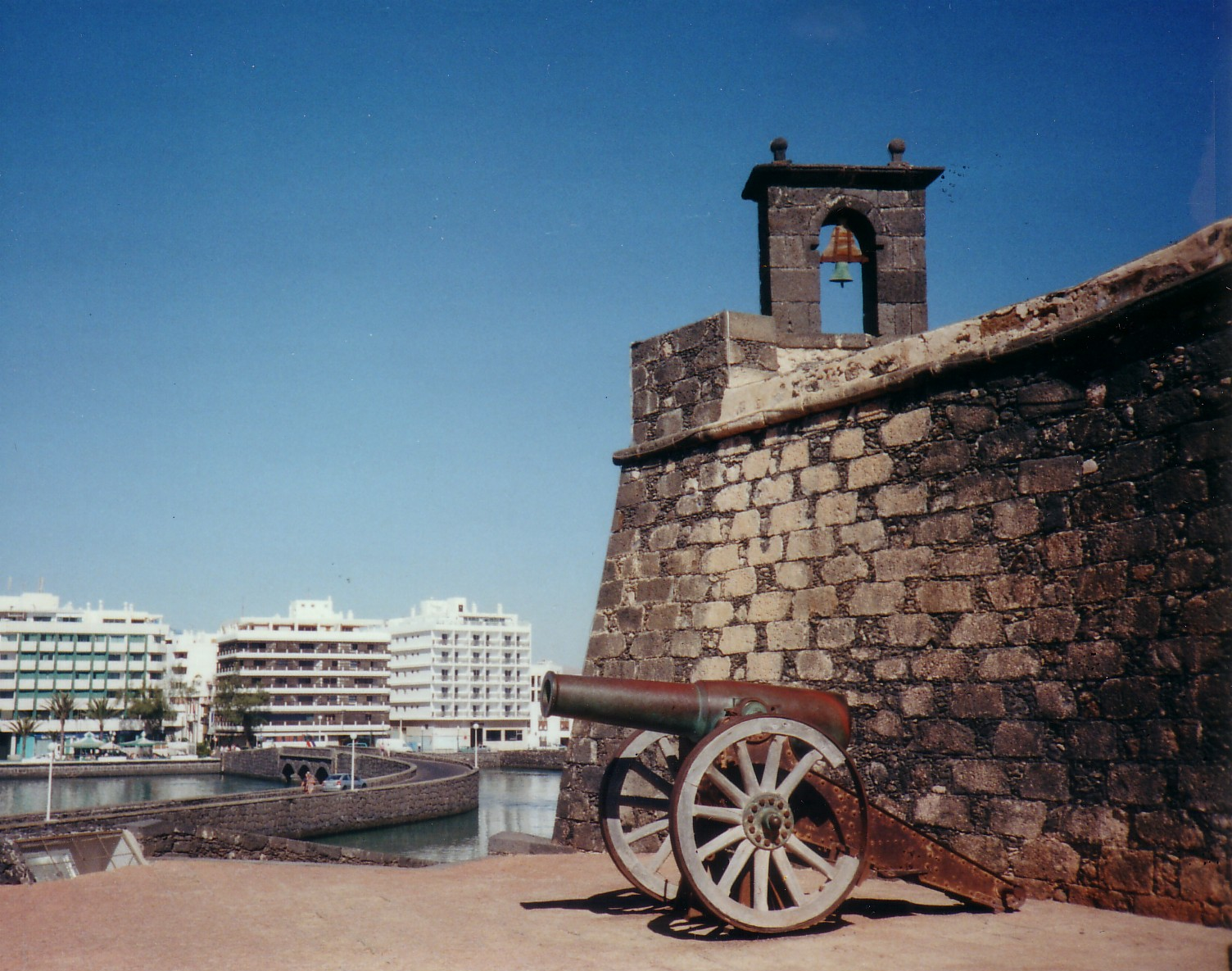
El castillo de San Gabriel se yergue sobre un islote en la bocana del puerto de Arrecife, actual capital de la isla de Lanzarote. El castillo primitivo fue construido en 1582 por Agustín de Herrera y Rojas, entonces conde de Lanzarote, a requerimiento del comisionado Alonso Rubián, que había visitado la isla por el Rey Felipe II. Era «de cal y canto, con cuatro baluartes y sus casamatas, y un puente de cantería con un ojo levadizo, que guardado por artillería, alcaide, artilleros y soldados, era razón de que los navíos franceses hubiesen abandonado aquel derrotero», según declaraba el conde en un memorial que dirigió a S.M. solicitando el título de marqués. Esta fortificación fue destruida y reconstruida muchas veces, lo que motivó que al islote le haya quedado el nombre de El Quemado. Servía también de atalaya costera, por lo que tenía campana para alertar a la población de los ataques por mar.

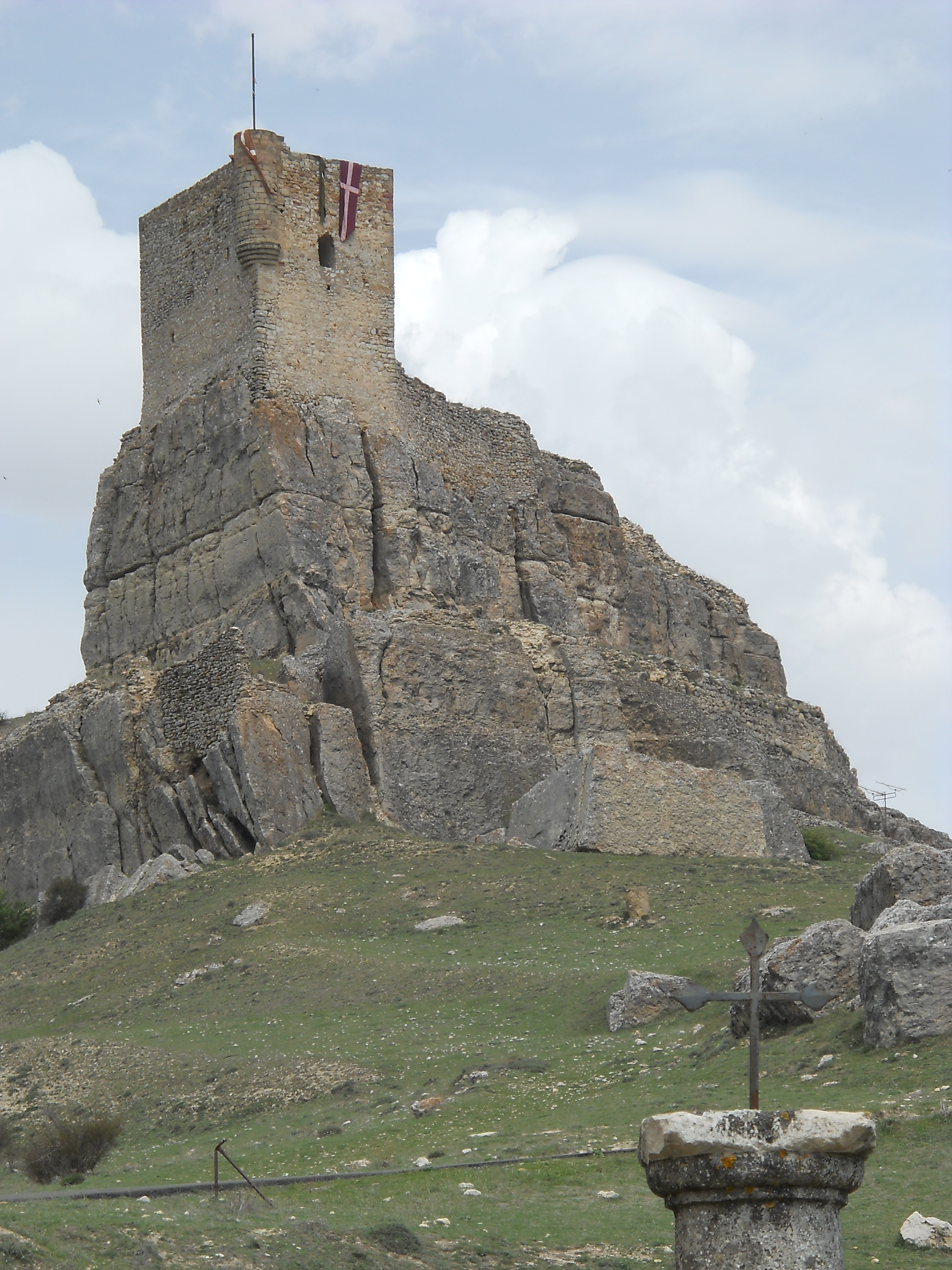
Castillo de Atienza.

El marquesado de Lanzarote es un título nobiliario español creado el 1 de mayo de 1584 por el rey Felipe II a favor de Agustín de Herrera y Rojas, gobernador y capitán general de las islas de la Madera y Porto Santo.
El mismo rey le había concedido el título de conde de Lanzarote el 9 de septiembre de 1567, pero quiso elevar dicho condado a marquesado a solicitud del concesionario y para premiar nuevos servicios suyos, señaladamente los que prestó en la Batalla de la Isla Tercera (1582).
La denominación alude a la isla canaria de Lanzarote, que junto con la de Fuerteventura integraba un señorío jurisdiccional que poseía el concesionario como III titular. 

## El señorío de Lanzarote y Fuerteventura
El señorío de todas las islas de Canaria —meramente nominal sobre Gran Canaria y Tenerife— había pertenecido a Inés Peraza de las Casas, bisabuela del primer conde y marqués, que fue hija de Hernán Peraza el Viejo y nieta materna de Guillén de las Casas, los cuales también se titularon señores de las islas y obtuvieron confirmaciones de su derecho a conquistarlas como causahabientes de Juan de Béthencourt.
El barón normando Jean IV de Béthencourt —que entre 1402 y 1405 conquistó efectivamente las islas de Lanzarote, El Hierro y Fuerteventura— obtuvo los derechos de conquista de todo el archipiélago por capitulaciones hechas en 1403 con el Rey Enrique III de Castilla, y fue confirmado como señor jurisdiccional por Juan II en 1412.
La citada Inés Peraza, junto con Diego García de Herrera su marido, otorgó capitulaciones con los Reyes Católicos en Sevilla el 15 de octubre de 1477, por las que cedió a la Corona sus derechos sobre Gran Canaria, Tenerife y La Palma, reservándose las cuatro islas grandes de Lanzarote, Fuerteventura, El Hierro y La Gomera, y las menores de Alegranza, La Graciosa, Santa Clara y Lobos, con otros roques o islotes. Y por sus disposiciones de 1488 y 1502 las repartió entre sus hijos con facultad real, formando dos señoríos: 1.º el de La Gomera y El Hierro, que legó con vínculo a Hernán Peraza el Mozo, su segundogénito y mejorado, y 2.º el que se llamó señorío de Lanzarote y Fuerteventura, que comprendía estas dos islas grandes y las cuatro menores, y que legó libre y pro indiviso a otros tres hijos suyos. En efecto, de las rentas y jurisdicción de estas islas hacía doce partes indivisas y mandaba cinco dozavos a Sancho de Herrera el Viejo, cuatro a María de Ayala, mujer de Diego de Silva, y tres a Constanza Sarmiento, casada con Pedro Fernández de Saavedra el Viejo. Al no estar vinculado este señorío, sus descendientes pudieron acrecer y disponer de las partes que les tocaron. El concesionario del condado y marquesado —en quien se unían la descendencia de Sancho de Herrera y la de los Saavedra— había llegado a reunir por distintos títulos once dozavos.

## Lista de señores, condes y marqueses de Lanzarote
|                                      | Titular                                           | Periodo                         |
| Señores de las islas de Canaria      | Señores de las islas de Canaria                   | Señores de las islas de Canaria |
| ------------------------------------ | ------------------------------------------------- | ------------------------------- |
| I                                    | Juan de Béthencourt                               | 1403-1418                       |
| II                                   | Maciot de Béthencourt (lugarteniente)             | c.1411-1418                     |
| III                                  | Enrique de Guzmán, conde de Niebla                | 1418-1430                       |
| IV                                   | Guillén de las Casas                              | 1430-1440                       |
| V                                    | Guillén de las Casas el Mozo                      | 1440-1443                       |
| VI                                   | Inés de las Casas                                 | 1443-c.1450                     |
| VII                                  | Inés Peraza de las Casas                          | 1454-1503                       |
| Señores de Lanzarote y Fuerteventura |                                                   |                                 |
| I                                    | Sancho de Herrera el Viejo                        | 1503-1534                       |
| II                                   | Constanza Sarmiento la Moza                       | 1534-1549                       |
| III                                  | Agustín de Herrera y Rojas (I conde y marqués)    | 1549-1598                       |
| ...                                  | Los 14 primeros marqueses fueron señores          | 1598-1837                       |
| Conde de Lanzarote                   |                                                   |                                 |
| I                                    | Agustín de Herrera y Rojas (después I marqués)    | 1567-1584                       |
| Marqueses de Lanzarote               |                                                   |                                 |
| I                                    | Agustín de Herrera y Rojas (antes conde)          | 1584-1598                       |
| II                                   | Agustín de Herrera y Rojas                        | 1598-1631                       |
| III                                  | Agustín de Herrera y Rojas                        | 1631-1632                       |
| IV                                   | Luisa Bravo de Guzmán                             | 1632-1661                       |
| V                                    | Fulgencio Bravo de Guzmán y Meneses               | 1661-1665                       |
| VI                                   | Juan Francisco Duque de Estrada y Bravo de Guzmán | 1665-1696                       |
| VII                                  | Manuel Duque de Estrada y Meneses                 | 1696-1709                       |
| VIII                                 | Leonor Duque de Estrada y Urbina                  | 1709-1718                       |
| IX                                   | Martín González de Castejón Belvís e Ibáñez       | 1729-1736                       |
| X                                    | Martín González de Castejón e Ibáñez de Segovia   | 1736-1752                       |
| XI                                   | Martín González de Castejón y Villalonga          | 1752-1764                       |
| XII                                  | María del Pilar González de Castejón y Villalonga | 1764-1775                       |
| XIII                                 | María de Silva y González de Castejón             | 1775-1825                       |
| XIV                                  | Juan de Queralt y Silva                           | 1825-1865                       |
| XV                                   | Juan de Queralt y Bucarelli                       | 1865-1873                       |
| XVI                                  | Hipólito de Queralt y Bernaldo de Quirós          | 1875-1877                       |
| XVII                                 | Enrique de Queralt y Fernández Maquieira          | 1877-1934                       |
| XVIII                                | Enrique de Queralt y Gil-Delgado                  | 1953-1967                       |
| XIX                                  | Luis Felipe Benítez de Lugo y Massieu             | 1967-hoy                        |

## Historia genealógica

### Señores de Lanzarote y Fuerteventura
Para aclarar las líneas genealógicas por donde tocaban al concesionario del marquesado sus derechos al señorío de la isla de Lanzarote, es preciso remontarse hasta la ya citada doña Inés Peraza de las Casas, última señora de todas las islas de Canaria, que era antepasada suya por dos líneas diferentes, ilegítimas ambas. En efecto, esta señora fue bisabuela materna-paterna del I marqués de Lanzarote y a la vez su tatarabuela paterna-paterna-materna.
- Inés Peraza de las Casas (c.1420-c.1503), última señora jurisdiccional de las siete islas de Canaria, fue hija de Hernán Peraza el Viejo y de Inés de las Casas, señores de las mismas, y quedó subrogada en la primogenitura por «la malandanza» de su hermano Guillén, tan llorado por las damas. En 1476 fue confirmada en el señorío por los Reyes Católicos,[7] con quienes al año siguiente otorgó las capitulaciones ya citadas por las que cedía a la Corona las islas de Gran Canaria, Tenerife y La Palma, reservándose las demás. Y por su testamento, hecho en Sevilla el 15 de febrero de 1488, dividió la jurisdicción en dos señoríos como queda dicho y fundó mayorazgo de uno de ellos, con poder de su marido y facultad real, en favor de su hijo Hernán.[9]

Casó con Diego (García) de Herrera y Ayala, trece de Santiago y veinticuatro de Sevilla, donde había nacido hacia 1417. Falleció el 22 de junio de 1485 en Betancuria, capital de la isla de Fuerteventura, y fue enterrado en el convento franciscano de San Buenaventura, edificado a sus expensas. Este señor tuvo grandes diferencias con sus vasallos y con la Iglesia sobre el cobro de quintos y diezmos en su jurisdicción. Construyó las torres defensivas de Gando en Gran Canaria, Añaza en Tenerife, y la que hasta hoy se conoce en su memoria como Torre del Conde, en San Sebastián de La Gomera. No llegó a poseer el título de conde de La Gomera, prometido por los Reyes Católicos en las citadas capitulaciones. Era hijo tercero de Pedro García de Herrera, señor de Ampudia y mariscal de Castilla, que tomó Jimena de la Frontera en 1431 y se halló en la de Antequera en 1410, y de María de Ayala su mujer, señora de la casa y valle de Ayala y de las villas de Salvatierra, Salinillas y Berberana, todo en la provincia de Álava; nieto de Garci González de Herrera, mariscal de Castilla, general de la frontera de Lorca, y de Inés de Rojas su mujer, de los señores de Monzón, que era hermana del arzobispo de Toledo Sancho de Rojas y antes estuvo casada con Hernán Gutiérrez de Sandoval; y materno de Fernán Pérez de Ayala, señor de Salvatierra, merino mayor y corregidor de Guipúzcoa, alférez del pendón de la Banda, embajador en Francia durante la minoridad de Juan II, y de María Sarmiento su mujer, señora de Salinillas, hija de los señores de Salinas de Añana. De este matrimonio quedaron cinco hijos:
1. El primogénito fue Pedro García de Herrera, señor de El Hierro, veinticuatro de Sevilla,[14] hombre destemplado y de mala índole, a quien sus padres desheredaron por sus muchos desacatos.[15] En 1474 se capituló casarle con Antonia de Ribera,[16] y con tal motivo le cedieron sus padres el señorío de la isla de El Hierro.[17] Nacida fuera de matrimonio, esta señora había sido legitimada por carta del Rey Enrique IV[18] y era hija de Rodrigo de Ribera, señor de las villas de Pruna, Teba y Algamitas, veinticuatro de Sevilla, y de Aldonza de Ribera y Portocarrero, su prima carnal; nieta de Gonzalo Mariño de Ribera, señor de Huévar, de los señores de Espera y Bornos, y de María de Sotomayor, su mujer, que era hermana del maestre de Alcántara Gutierre de Sotomayor,[19] y materna de Diego Gómez de Ribera, II adelantado de Andalucía, señor de Los Molares y de Alcalá de los Gazules, que era medio hermano de Gonzalo Mariño, y de Beatriz Portocarrero, su mujer, de los señores de Moguer.[20] Su madre estuvo casada con Alfonso Fernández de Córdoba, de quien enviudó pronto, hijo primogénito del señor de Alcaudete y Montemayor, a quien premurió. Y de este fugaz matrimonio nació un hijo póstumo: Alfonso de Montemayor, a quien llamaron el Desheredado por haberle privado su abuelo de heredar sus estados. Y además de este, Antonia tuvo también por medio hermano a Pedro de Ribera, señor de Pruna, hijo natural de su padre y legitimado igualmente por Enrique IV. Los señores de las Canarias habían procurado a su primogénito un enlace ilustre,[21] pero el matrimonio terminó trágicamente en 1477 con la muerte violenta de la esposa a manos del marido. Además de la pesquisa criminal, por haber muerto esta señora sin prole hubo un pleito por su herencia.[22] El parricida fue condenado a muerte en rebeldía y anduvo 17 años prófugo de la justicia hasta que obtuvo carta de perdón de los Reyes Católicos, dada el 10 de noviembre de 1494.[23] Primero huyó a Portugal, pero pronto regresó a las Canarias, donde sus padres le dieron refugio clandestino; hacia el año 1480 les pagó su clemencia «intentando sublevar a los vasallos para arrebatarles el dominio»;[24] a raíz de ello le tuvieron preso, y sus últimos años de forajido los pasó en Sevilla, acogido a sagrado en el monasterio de San Jerónimo de Buenavista.[25] Después del perdón real, Pedro volvió a casar con María Lasso de la Vega, sobrina carnal de su primera mujer: hija de su hermano uterino Alfonso Fernández de Córdoba y Montemayor, el Desheredado, y de Elvira Lasso de la Vega, naturales de Sevilla.[26] De la segunda tuvo por hijos a
  1. Inés de Herrera y Ayala, nacida en Sevilla hacia 1484, que casó con Cristóbal de Montemayor y Lasso de la Vega, su tío carnal, hermano de su madre, con prole,
  2. y a Juan Peraza de Ayala, que casó con Catalina de Cabrera y Umpiérrez. Procrearon a
Hernán Peraza Dumpiérrez, que regresó al archipiélago y fue alguacil mayor de la Inquisición de Canaria, con residencia en Las Palmas, y regidor de este cabildo. Casó con María de Montemayor y Ayala, su prima hermana, hija de Cristóbal de Montemayor y de Inés de Herrera, antes citados, y tuvieron descendencia que volveremos a citar.[27]
2. Hernán Peraza el Mozo, segundogénito, que fue señor de La Gomera y El Hierro. No llegó a gozar el mayorazgo que le fundó su madre,[9] ya que la premurió, pero ella le había cedido en vida la jurisdicción y rentas de ambas islas: la de La Gomera en 1478[28] y la de El Hierro en 1486.[29] Murió en noviembre de 1488 a manos de los indígenas gomeros. Casó en Madrid año de 1482[30] con Beatriz de Bobadilla, llamada la Cazadora por el oficio que tuvo su padre en la Real Casa, y que contrajo segundas nupcias con Alonso Fernández de Lugo, I adelantado mayor de las Canarias. Era hermana de frey Francisco de Bobadilla, comendador de Auñón en la Orden de Calatrava, e hija de Juan de Bobadilla, natural y regidor de Medina del Campo, corregidor de Madrid y alcaide de sus Alcázares, doncel de Enrique IV y cazador mayor de los Reyes Católicos, y de Leonor Álvarez de Vadillo, camarera de la Reina Leonor de Aragón; nieta de Cristóbal de Bobadilla y de Juana de Ulloa, y sobrina segunda de Beatriz de Bobadilla, marquesa de Moya, la influyente amiga de Isabel la Católica. Dicho matrimonio fue ordenado por la Reina en 1481 para alejar de la corte a la joven y bella dama porque el Rey Fernando, su marido, había puesto sus ojos en ella.[31] Guillén Peraza se hallaba por entonces en la corte para dar explicaciones sobre la muerte de Juan Rejón.[32] Tuvieron por hijos a
  1. Guillén Peraza de Ayala, I conde de La Gomera[4] y señor del Hierro, que falleció en junio de 1565.Primero casó con su prima Beatriz Fernández de Saavedra (*1488) y después con su otra prima María de Castilla,  hija de Pedro Suárez de Castilla, gobernador de Gran Canaria, corregidor de Jerez de la Frontera, veinticuatro de Sevilla y tesorero de la Casa de Contratación, y de Leonor de Ulloa y Bobadilla, hermana de su madre y también llamada la Cazadora, y nieta de Alonso Carrillo de Acuña, señor de Caracena, y de Leonor de Toledo, señora de Pinto. Con dilatada e ilustre sucesión.
  2. E Inés de Herrera, que casó con un sobrino de su padrastro: Pedro Fernández de Lugo, II adelantado mayor de las Canarias.
3. Sancho de Herrera el Viejo, que sigue.
4. María de Ayala, que heredó de su madre cuatro dozavos del citado señorío. Casó hacia 1480 con el noble portugués Diego de Silva y Meneses (c.1430-1504), I conde de Portalegre, que era bastantes años mayor que ella, hermano de Santa Beatriz de Silva e hijo segundo de Rui Gomes da Silva, alcaide de Campomayor, y de Isabel de Meneses, hija ilegítima del I conde de Vila Real. Este señor había llegado al frente de una expedición enviada por Alfonso V de Portugal para disputar a los españoles las islas Canarias. Y aunque resulta inexplicable, el Rey Enrique IV de Castilla le había otorgado el señorío y el derecho de conquista de estas islas por título de 1466, ignorando los inconcusos derechos de los Peraza que él mismo había confirmado poco antes a Diego de Herrera. Este casamiento fue concertado para transigir diferencias después de que el novio —que había llegado a dominar Lanzarote fugazmente— fuera depuesto por una revuelta en la que se concitaron los colonos castellanos y los aborígenes majos. El matrimonio residió en la corte de Lisboa y allí el marido fue muy favorecido por el Rey Manuel I, quien le creó conde en 1496 y le nombró su mayordomo mayor y canciller de la Puridad.[33] Entre otros hijos tuvieron a
  1. Juan de Silva, II conde de Portalegre, que fue como su padre mayordomo mayor del Rey Manuel I. Con posteridad en la que siguieron dicho título portugués y los cuatro dozavos que tocaron a su madre del señorío de Lanzarote y Fuerteventura. En 1573 sucedió en la casa su biznieta Felipa da Silva, IV condesa de Portalegre, nuera del I duque de Aveiro, y de esta señora hubo su parte del señorío español su cuñado Jorge de Lencastre, duque de Aveiro, quien por los años de 1575 la vendió al recién creado conde de Lanzarote, su pariente.
  2. Y al cardenal Miguel de Silva, obispo de Viseu, destacado hombre de letras, embajador en Roma durante muchos años de los reyes Manuel I y Juan III de Portugal, y después nuncio del Papa Paulo III cerca del Emperador Carlos V.
5. Y Constanza Sarmiento (n.c.1460), llamada señora de Fuerteventura, que hubo por legado de su madre tres dozavos de las rentas y jurisdicción de dicha isla y la de Lanzarote. Casó en 1478 con Pedro Fernández de Saavedra el Viejo, su sobrino 3.º, veinticuatro de Sevilla, nacido hacia 1463 y finado en Fuerteventura en 1510. El novio era muy mozo al casar,[34] y pese a ello había defendido poco antes la fortaleza de Utrera, en rebeldía contra los Reyes Católicos. El matrimonio se estableció en Betancuria, Fuerteventura, y también tenían casa y mucho arraigo en Sevilla. Pedro Fernández fue un tenaz continuador del empeño conquistador de su suegro; hizo reiteradas entradas en Tenerife junto con Francisco Maldonado, gobernador de Gran Canaria, pero no consiguieron someter a los indígenas.[35] Era hijo segundo del mariscal de Castilla Fernán Arias de Saavedra, señor de Zahara,[3] comendador de Calzadilla en la Orden de Santiago y alcaide de las fortalezas de Tarifa y Utrera, que en 1477 se rebeló contra el Rey Fernando,[36] y de Juana de Mendoza su mujer, señora de la villa de Alcalá de Juana de Orta, donde murió con su marido en 1478 de un temblor de tierra;[37] nieto de Gonzalo Arias de Saavedra, del Consejo del Rey, trece de Santiago y comendador mayor de Aragón, que fue también señor de Zahara, mariscal de Castilla y alcaide de Tarifa y Utrera, y de Inés de Ribera y Moscoso, y materno de Pedro Fernández de Marmolejo, señor de Torrijos, veinticuatro de Sevilla, y de Juana Rodríguez de Esquivel, y biznieto de Fernandarias de Saavedra, señor del Castellar, alcaide de Cañete la Real, y de Leonor Peraza, su mujer (que era hermana de Hernán Peraza el Viejo, señor de las Canarias: hijos ambos de Gonzalo Martel y de Leonor Ruiz Peraza). Procrearon nueve hijos:[38]
  1. Fernán Arias de Saavedra (c.1480-1545), llamado también señor de Fuerteventura, vecino de Betancuria. Aunque era el primogénito, heredó solo un dozavo del proindiviso familiar y compartió el dominio de la isla citada con su hermano Sancho. Hizo frecuentes incursiones a las costas de Berbería, y en 1517 recuperó la fortaleza... Casó en Las Palmas hacia 1515 con María de Sosa, hija de Lope de Sosa, veinticuatro de Córdoba y alguacil mayor de Jaén, gobernador de Gran Canaria y de Castilla del Oro,[39] y de Inés Cabrera; nieta de Juan Alfonso de Sosa, veinticuatro de Córdoba y alcaide de la fortaleza de Bujalance, y de Isabel Fernández de Mesa, y materna de Pedro Cabrera, caballero de Santiago y veinticuatro de Córdoba, y de Beatriz de Aguayo. Este matrimonio fue muy desavenido y terminó en divorcio sin haber dejado prole.[40] Tuvo por mancebas al menos a dos mozas hidalgas de Lanzarote: una fue Margarita de Cabrera, hija de Diego de Cabrera y de Catalina Luzardo de Franchi, su primera mujer; nieta de Alonso de Cabrera Solier, gobernador de Lanzarote y alcalde de la fortaleza de Santa Cruz de la Mar Pequeña, y de Catalina Dumpiérrez. Y otra, Catalina Escobar de las Roelas,[41] que después de los días de su concubino crio al hijo que tuvieron, Pedro Fernández de Saavedra el Mozo, y por la prematura muerte de este crio también a algunos de sus nietos, hijos ilegítimos de dicho Pedro,[42] y desde 1549, por fallecimiento de Constanza Sarmiento la Moza, su nuera, fue también tutora de su nieto Agustín de Herrera, futuro I marqués de Lanzarote, hijo legítimo de dichos Pedro y Constanza, ejerciendo en su nombre los derechos dominicales como señora tutriz.[43] Con estas dos señoras, Fernán Arias tuvo respectivamente por hijos adulterinos a
    1. Gonzalo de Saavedra, que heredó el dozavo de su padre y siguió llamándose señor de Fuerteventura. Compartía el dominio de esta isla con su prima Sancha de Herrera, y junto con ella se opuso a la creación del condado de Lanzarote a favor de Agustín de Herrera, aduciendo la parte que tenían en la jurisdicción.[44] La demanda de supresión no prosperó; y el conde, que era su sobrino carnal (hijo de su hermano Fernán Arias) le quiso comprar su parte del señorío, a lo que Gonzalo no accedió, pero llegaron a un acuerdo para el nombramiento del cabildo y justicias de Fuerteventura. Casó con María de la O Múxica, sobrina de Bernardino de Lazcano, regidor de Gran Canaria.
    2. Y Pedro Fernández de Saavedra el Mozo (n.c. 1510), de quien se hablará más abajo porque casó con Constanza Sarmiento la Moza, su tía 2.ª, II señora de Lanzarote y Fuerteventura.

  2. Pedro Fernández de Saavedra, que debió de morir niño o mozo. No se debe confundir a este malogrado vástago del linaje con su sobrino Pedro Fernández de Saavedra el Mozo, señor de Lanzarote, hijo de Fernán Arias, de quien se hablará más abajo.
  3. Sancho de Herrera y Saavedra, llamado señor de Fuerteventura, provincial de la Santa Hermandad de Andalucía. Su madre le mejoró dejándole en herencia dos dozavos de la jurisdicción y rentas de dicha isla y la de Lanzarote. Casó con Ana Mallar, hija de Tomás Mallar, y tuvieron por hijos a
Francisco de Saavedra, que hubo dos dozavos del señorío y murió antes de 1585, dejando por hija y heredera a
Sancha de Herrera, señora de Fuerteventura. Participó con Gonzalo de Saavedra, su primo hermano, en la demanda de supresión de la merced de conde de Lanzarote, otorgada en 1567 a Agustín de Herrera, su primo 2.º Pero después vendió al conde sus dos dozavos.

  4. Guillén Peraza de Ayala, que profesó en la Orden de Predicadores con el nombre de fray Vicente y vino a ser obispo visitador de las Canarias y prelado de la diócesis de Santa María de la Antigua del Darién en la Castilla del Oro, reinos de Indias. Tomó el hábito en el convento de San Pablo de Sevilla el 5 de abril de 1506.[45]
  5. María de Ayala, monja en San Clemente de Sevilla,
  6. Juana de Mendoza, que casó con Fernando Ortiz de Guzmán, señor de Castilleja de Talhara, las Torres de la Presa y Villafranca, todo en el reino de Sevilla, hijo de Alonso Ortiz de Guzmán, señor de los mismos estados, y de Mayor de Sandoval y Cerón. Con sucesión.
  7. Inés Peraza, que no dejó descendencia,
  8. Margarita de Herrera, que casó con Pedro de Pineda, escribano mayor del cabildo de Sevilla, con posteridad,
  9. y Constanza de Saavedra, que casó con Hernán Ponce de León, provincial de la Santa Hermandad de Sevilla.

La línea de los señores de Lanzarote siguió por
- Sancho de Herrera el Viejo (1442-1534), considerado el I señor de Lanzarote y Fuerteventura porque en la herencia de su madre le tocó la parte mayor de dicho señorío: cinco dozavos. Falleció en Teguise el 23 de octubre de 1534 a los 92 de su edad, habiendo testado dos días antes.[46] Casó con Violante de Cervantes, hija de Jorge de Medina, veinticuatro de Sevilla, y de Beatriz Barba su mujer.[47] De este matrimonio no quedó sucesión, pero sí la tuvo Sancho de su unión extramatrimonial con una isleña perteneciente a la nobleza maja, llamada Catalina Dafía. Era hija de Guillén Dafía y nieta de Guadarfía, el último «rey» aborigen de Lanzarote, que al bautizarse tomó el nombre de Luis.[48] De esta unión tuvo Sancho una hija a la que dejó por heredera de sus bienes y señorío.

Dicha hija única y sucesora fue
- Constanza Sarmiento la Moza, que pese a su ilegitimidad fue II señora de Lanzarote y Fuerteventura por haber heredado de su padre cinco dozavos de la jurisdicción. Ostentaba esta señora además la representación genealógica de los jefes aborígenes de Lanzarote, por ser biznieta materna de Luis de Guadarfía.[48] Se le dio el sobrenombre de la Moza para distinguirla de su tía carnal de igual nombre, con quien emparentó aún más al casar con un nieto suyo. En efecto, contrajo matrimonio con Pedro Fernández de Saavedra el Mozo (c.1510-1545), su sobrino 2.º, que era como ella hijo ilegítimo... Murió prematuramente en una de sus incursiones africanas el 27 de julio de 1545. Aunque Pedro no heredó de su padre ninguna parte en el señorío familiar, fue señor de Lanzarote jure uxoris. De este matrimonio fue hijo único

Agustín de Herrera y Rojas, I conde y marqués de Lanzarote, que sigue.
Además de este hijo legítimo, Pedro Fernández de Saavedra el Mozo tuvo otros cuatro naturales, que fueron hermanos consanguíneos del I marqués. Después de los días de su padre, estos niños se criaron en casa de Catalina Escobar de la Roelas, su abuela. Tres de ellos los tuvo Pedro con Iseo de León, moza hidalga, hija de Luis de León el viejo, gobernador de Lanzarote, y de Elvira Pérez su mujer, que vinieron a poblar esta isla con Inés Peraza. Y el último lo tuvo con una morisca. Fueron a saber:
1. Diego Sarmiento, que pasó a residir en Gran Canaria, donde casó con María de Herrera y Ayala, su prima 3.ª, hija de Hernán Peraza de Umpiérrez, alguacil mayor de la Inquisición y regidor de Las Palmas, y de María de Ayala, su mujer y prima carnal, ya citados como nietos de Pedro García de Herrera (el primogénito de Diego García e Inés Peraza). Procrearon entre otros hijos a
  1. Pedro Sarmiento de Ayala y Rojas,[47] que también fue alguacil mayor de la Inquisición de Canarias.[41]
  2. Agustín de Herrera Sarmiento y Rojas,
  3. Constanza Sarmiento,
  4. y Juana Sarmiento, mujer del capitán Pedro Westerling y Jaques.
2. Francisco Sarmiento,
3. Juana Sarmiento
4. y Juan de Saavedra, habido con la morisca.

Quizá uno de los varones casó con una señora de la familia de los Guzmanes, señores de la villa de Villantodrigo y de la casa fuerte de Olmos de Pisuerga en tierras de Palencia. Fueron padres de
Gabriel de Herrera Rojas y Guzmán, señor de Villantodrigo y de la casa fuerte de Olmos. Casó en aquella tierra con Mencía de la Serna, señora de Macintos, hija de Rodrigo Álvarez de la Serna, señor de la misma villa, y de Isabel de Guevara y Zúñiga; nieta de Álvar Ruiz de la Serna, señor de Macintos, y de Mencía de la Vega, y materna de Beltrán de Guevara, contino de la Real Casa, y de Isabel de Móxica. Tuvieron por hija y sucesora a
Constanza de Herrera Guzmán y Rojas, señora de Macintos y Villantodrigo y de la casa de Olmos, que casó con Francisco de Bazán, señor de la villa de Peñalba en el reino de Aragón, del Consejo de Hacienda de S.M., corregidor de Burgos, caballerizo de la Reina. Con prole que volveremos a citar.

### Marqueses de la línea directa
El concesionario del condado y el marquesado fue
- Agustín de Herrera y Rojas (1537-1598), I conde y después I marqués de Lanzarote, III señor de Lanzarote y Fuerteventura, militar de gran audacia y valor.[49] Falleció en Teguise el 18 de febrero de 1598 a los 61 años de edad, habiendo otorgado poder con que se hizo su testamento el 16 de marzo siguiente.[50] Había fundado mayorazgo en una hija año de 1576 con facultad real dada por Felipe II en 1568.[51] De su inventario resultó que estaba adeudado en más de 50.000 pesos, carga que causó muchos sinsabores a su viuda cuando se hizo cargo del señorío como tutora de su hijo.[52] Dos semanas después de su muerte, una flota inglesa armada en corso por lord Cumberland, ignorante del deceso, arribó a Lanzarote con la intención de secuestrar a nuestro marqués y cobrar un pingüe rescate.[5]

Tenía ocho años de edad al morir su padre. Constanza Sarmiento, su madre y tutora, era señora de Lanzarote por derecho propio, pero tuvo la «extraña decisión» de hacerle proclamar y jurar en Teguise el 10 de agosto de 1545. Y por el fallecimiento de su madre, ocurrido cuatro años después, quedó bajo tutela de Catalina Escobar de las Roelas, su abuela paterna, que en su nombre fue también señora tutriz de Lanzarote.
Entre 1556 y 1569 armó catorce expediciones a la costa de Berbería, de donde trajo a las islas gran número de esclavos.
A raíz de que S.M. le creara conde de Lanzarote, se opusieron a la concesión de esta dignidad Gonzalo de Saavedra y Sancha de Herrera, sus parientes ya referidos (tío 2.º y prima 2.ª), llamados señores de Fuerteventura, que aducían la parte que les tocaba en la jurisdicción de Lanzarote. Después el conde compró al duque de Aveiro cuatro dozavos que tenía en ambas islas por cesión de los condes de Portalegre, y otros dos que tenía la citada Sancha de Herrera, hallándose dueño de once partes de doce. Y con Gonzalo de Saavedra, dueño de la restante, llegó a un acuerdo para el nombramiento del cabildo y justicias de Fuerteventura.
Casó dos veces: primera en 1553 con Inés Benítez de las Cuevas y Ponte, hija de Pedro de Ponte y Vergara, alcaide perpetuo de la casa fuerte de Adeje en Tenerife (que había construido él mismo por el año de 1556), regidor perpetuo de este cabildo, y de Catalina de las Cuevas, su mujer, que fundaron mayorazgo el 15 de abril de 1567; nieta de Cristóbal de Ponte, noble de la ciudad de Génova, y de Ana de Vergara, y materna del bachiller Alonso Belmonte, regidor y teniente de gobernador de Tenerife, y de Inés Benítez de las Cuevas, hija del conquistador Juan Benítez. Y segunda vez casó con María Ana (o Mariana) Enríquez y Manrique de la Vega. De estos matrimonios tuvo el marqués dos hijos legítimos: una hembra nacida de su primera mujer, y un varón de la segunda:
1. Constanza de Herrera y Rojas, hija de Inés Benítez, era la inmediata sucesora de su padre en 1576, cuando este fundó mayorazgo en su favor con la facultad otorgada por Felipe II.[51]
2. Y Agustín de Herrera y Rojas, nacido unos cuarenta años después de Mariana Enríquez, fue el sucesor en la casa, y sigue.

Y tuvo además dos hijas bastardas, nacidas de su relación adulterina con Bernardina de Cabrera León y Béthencourt, mujer noble que estaba casada con el genovés Teodoro Espelta y era hija de Luis de León el Valiente, gobernador de Lanzarote, y de Ana Cabrera y Solier. Se llamaron
1. Juana de Herrera
2. y Constanza de Herrera y Béthencourt, nacida en 1568 y a quien varias fuentes dan indebidamente el título de «condesa de Lanzarote». En 1586 fue capturada junto con la primera mujer de su padre por los piratas moros de Morato Arráez, que pidieron por ellas un rescate de quince mil ducados. El año anterior había casado con el militar, escritor y genealogista Gonzalo Argote de Molina, veinte años mayor que ella, quien capituló con los captores el rescate de las dos señoras. Argote fue natural y veinticuatro de Sevilla, provincial y juez ejecutor de la Santa Hermandad de esta ciudad y alférez mayor de las Milicias de Andalucía. Sirvió en la Toma del Peñón de Vélez y en la Guerra de las Alpujarras, y en 1595 defendió la isla de Gran Canaria del ataque de los corsarios Drake y Hawkins. Su monumental obra Nobleza del Andaluzía (Sevilla, 1588) es bien conocida de todos los amantes de la genealogía.[56]

Sucedió su hijo
- Agustín de Herrera y Rojas (1594-1631), II marqués de Lanzarote, que por haber quedado huérfano de tierna edad vivió muchos años bajo tutela y cura de su madre.

Casó en 1622 con Luisa Bravo de Guzmán, de quien se hará mérito más abajo, pues fue IV marquesa. Tuvieron por hijo único y sucesor a otro
Agustín de Herrera y Rojas, que sigue.
Sucedió su hijo
- Agustín de Herrera y Rojas (1626-1632), III marqués de Lanzarote. Falleció de edad de siete años y, en virtud de las disposiciones de su padre, le sucedió en la casa su madre.

### Casa de los Bravos de Atienza
En este punto, la exposición genealógica de la sucesión de esta casa requiere remontarse hasta un 5.º abuelo de Luisa Bravo de Guzmán, que fue marquesa consorte de Lanzarote por su matrimonio con el II marqués y más tarde IV titular en sucesión de su hijo, pasando la casa después de sus días a sus parientes de la línea que vamos a exponer.
Estos Bravos, establecidos en Atienza en el siglo XV, eran oriundos de San Vicente de la Barquera en las Asturias de Santillana. A la misma familia pertenecieron el famoso comunero Juan Bravo, natural de Atienza, y el obispo Juan de Ortega Bravo de Lagunas, que lo fue de Ciudad Rodrigo, de Calahorra y de Coria, donde murió en 1517.
El fundador del mayorazgo fue
- Garci Bravo de Lagunas, alcaide de Atienza y de Sigüenza, hijo de Juan Bravo de Ortega, regidor de la ciudad de Baeza, donde era muy heredado, y de María de Lagunas su mujer y deuda.

Durante la Guerra de Sucesión Castellana, Garci Bravo tuvo un papel destacado en ganar la ciudad de Sigüenza para la Reina Doña Isabel. Murió en 1787 junto con su yerno, de quien después de hablará, sirviendo a los Reyes Católicos en él la Toma de Málaga. En dicho año, y durante el sitio de dicha ciudad, otorgó testamento militar hecho en el Real y que fue protocolizado judicialmente el 31 de mayo de 1570 por Juan Sánchez Canales, escribano del número de Toledo. Por esta disposición fundaba vínculo del tercio y quinto de sus bienes y de la alcaidía perpetua de Atienza en Garci Bravo de Medrano, su nieto, hijo segundo de su hija Magdalena y de Diego López de Medrano. Origen del mayorazgo de los Bravos de Atienza.
Casó con Catalina Núñez de Cienfuegos, de linaje asturiano, quien con motivo de la muerte de su marido y yerno en dicha acción recibió de los Reyes Católicos una cumplida carta de pésame y gratitud.
Tuvieron por hija única a
- Magdalena Bravo de Lagunas, que agregó vínculo en 1504 con facultad real. Obtuvo facultad de los Reyes Católicos para fundar mayorazgo, por Real Cédula dada en Sevilla a 5 de enero de 1500, y lo hizo por escritura que pasó en Medina del Campo el 4 de julio de 1504 ante Fernando de Villalobos, escribano público, en cabeza de Garci Bravo, su hijo segundogénito, que ya poseía el vínculo de mejora fundado por su padre. Y por su testamento hecho en Atienza el 16 de mayo de 1521 ante el escribano Antonio de Salcedo, aprobó y ratificó este mayorazgo y el que había fundado Garci Bravo su padre.[59]

Casó con Diego López de Medrano, señor de la villa y fortaleza de San Gregorio en tierras de Soria, que murió como su suegro sirviendo a los Reyes Católicos en el sitio de Málaga. Tuvieron tres hijos:
1. Diego López de Medrano, primogénito, que tal vez sucedió a su padre como señor de San Gregorio, ...
2. Garci Bravo de Medrano, segundogénito y primer llamado a poseer el mayorazgo de su madre y abuelo, que sigue,
3. y Catalina de Medrano, dama de la Reina Isabel la Católica y mujer de Fernando de Sandoval, comendador de Huélamo en la Orden de Santiago, hermano de Bernardo de Sandoval y Rojas, II marqués de Denia, conde de Lerma, gran senescal de Sicilia, mayordomo mayor de los Reyes Fernando el Católico y Juana la Loca.

El primer poseedor del mayorazgo fue
- Garci Bravo de Medrano, alcaide perpetuo del castillo de Atienza y señor de la casa de los Bravos de esta villa, que le vincularon su madre y abuelo.

Casó con Catalina de Mendoza, hija de Íñigo de Molina, III señor de las villas de Embid, Santiuste y El Pobo en el señorío de Molina, única habida de Catalina de Mendoza, su primera mujer; nieta de Alfonso de Molina, señor de los mismos estados y vasallo del Rey, que testó en 1484, y de María de Aguilera y de la Cerda, y materna de Pedro Carrillo de Mendoza, II conde de Priego, y de María de Quiñones, su mujer, que era hermana de Diego Fernández de Quiñones, I conde de Luna, merino mayor de León y Asturias. Fueron padres de
1. Garci Bravo de Medrano, que sigue, y de
2. Diego López de Medrano, segundogénito, que fue señor de San Gregorio y casó con Francisca de Vinuesa. Fueron muy heredados en tierras de Soria,[62] y les sucedió su hijo

García de Medrano, natural y señor de San Gregorio, que casó con Catalina de Castejón, natural de Ágreda, hija de Juan González de Castejón, segundón de la casa principal de Ágreda y poseedor de un mayorazgo secundario, y de Isabel Díez Aux de Armendáriz, de los señores de Cadreita, nacida en Tudela. De quienes proceden los condes de Torrubia.
- Garci Bravo de Medrano, alcaide de Atienza, poseedor del mayorazgo de su padre y abuela.

Casó con Ana Sarmiento de Ayala y Rojas, su prima tercera, hija de Martín de Ayala, regidor de Toledo, caballero de Santiago, y de Beatriz Sarmiento, su mujer, natural de Burgos y señora del mayorazgo de Itero y Tardajos, fundado por el comendador Juan Martínez de Burgos; nieta de Martín Vázquez de Rojas, regidor de Toledo, y de Leonor de Ayala, del linaje Dávalos, y materna de García Sarmiento, yerno del citado comendador. Por los derechos de esta señora sucederían sus descendientes en el mayorazgo de los Rojas y Ayala de Toledo. Tuvieron dos hijas:
1. Luisa Bravo de Lagunas Ayala (Mendoza) y Rojas, que sigue,
2. y Beatriz Sarmiento de Ayala, que fue la segunda mujer de Juan Duque de Estrada, señor de la casa de su apellido en Talavera de la Reina,[65] caballero de Santiago. Padres de

Juan Francisco Duque de Estrada y Bravo de Guzmán, señor de la misma casa y también caballero de Santiago, que casó dos veces: con Lucía de Tovar y Guevara y con Luisa de Salazar. De la segunda tuvo por hija a
Beatriz García Duque de Estrada y Salazar, natural y señora de la casa de Talavera de la Reina, que casó con Antonio Francisco Duque de Estrada y Arteaga, su sobrino 5.º, natural de Llanes, hijo segundo de Fernando Duque de Estrada y Manrique de Guevara, señor de la Vega del Sella y de la casa de Llanes, caballero de Santiago, y de Petronila de Idiáquez Butrón y Múxica, hija a su vez del secretario de Estado Francisco de Idiáquez Arteaga, comendador de Calatrava, y de Juana de Butrón Múxica Manrique y Padilla. Fueron padres de
Juan Francisco Duque de Estrada y Bravo de Guzmán, de quien se hablará más abajo, pues fue VI marqués de Lanzarote.
- Luisa Bravo de Lagunas Ayala (Mendoza) y Rojas casó con Pedro de Guzmán de Herrera y Olmedilla, señor del lugar de Olmedillas, arrabal de la ciudad de Sigüenza, caballero de Santiago, gentilhombre de boca del Emperador y del Rey Felipe II, vecino de la entonces villa de Alcalá de Henares donde poseía el mayorazgo de los Herreras y Guzmanes, con su capilla en el convento de San Diego; hijo de Pedro Díaz de Olmedilla y de la Lama, señor de Olmedillas, y de Ana de Guzmán de Herrera; nieto del doctor Francisco de Olmedilla, señor de Olmedillas, del Consejo de los Reyes Católicos y su refrendario, y de Beatriz de la Lama, y materno de García de Guzmán de Herrera y Hurtado de Mendoza, que fundó mayorazgo con facultad real de 1535, y de María de Barrionuevo, y biznieto de otro doctor Olmedilla, del Consejo de Juan II y su canciller y alcalde de Casa y Corte, natural de Olmedillas, y de María Dávila.[67] Tuvieron por hijos a

1. Jerónimo de Guzmán, que sigue,
2. y Francisco Bravo de Guzmán, segundogénito, señor de Olmedillas, caballero de Santiago, gobernador de Ocaña, que casó con Catalina Manrique de Vargas. Esta señora era hermana de Antonio Manrique de Vargas, I marqués de Charela, y de Ana de Cabrera y Manrique de Tapia, mujer de Íñigo López de Mendoza, V marqués de Mondéjar y VII conde de Tendilla, grande de España; hija Diego de Vargas y Manrique de Valencia, caballero de Alcántara, natural de Madrid, y de Mariana de Tapia, que casaron en Alcalá de Henares; nieta de Fadrique de Vargas y Cabrera, señor de la casa de Vargas de Madrid, caballero de Santiago, y de Antonia Manrique de Valencia, IV señora de Fuenteguinaldo, Villatoquite, Revenga, Villarmentero y San Vicente del Barco y de la casa de Valencia de Campos,[68] y biznieta de Diego de Vargas y Carvajal, señor de esta casa, y de Ana de Cabrera, que era nieta del III conde de Módica, vizconde de Cabrera y de Bas.[69][70] Procrearon a
  1. Beatriz Sarmiento o de Guzmán, que casó en Cuenca con Alonso Enríquez, sin descendencia;
  2. Jerónimo Bravo de Guzmán, señor de Olmedillas, que tampoco la tuvo legítima aunque la dejó natural,
  3. y Diego Bravo de Guzmán, caballero de Santiago, que finó en 1660 y casó en Talavera de la Reina con María de Padilla y Meneses de Toledo, hija de Fulgencio de Meneses (que era hermano de Luis de Padilla, señor de Villarejo de Fuentes) y de Isabel Lanchero.[69] Tuvieron por hijo a

Fulgencio Bravo de Guzmán y Meneses, señor de Olmedillas, caballero de Santiago, que seguirá como V marqués de Lanzarote.
- Jerónimo de Guzmán, el primogénito, sucedió en el mayorrazgo de los Bravo. Casó con Antonia Bravo del Castillo, su prima, y tuvieron por hija única y sucesora a

- Luisa Bravo de Guzmán, que fue la IV marquesa de Lanzarote en sucesión de su hijo el III marqués. Murió sin descendientes en 1661, y por su testamento agregó el marquesado, y el señorío de Lanzarote y Fuerteventura, al mayorazgo que poseía de la casa de los Bravos de Atienza.[71]

Esta señora casó cuatro veces: primera con Antonio de Mendoza, caballero de Calatrava; después, como queda dicho, con Agustín de Herrera y Rojas, II marqués de Lanzarote;
En terceras nupcias con el maestre de campo Juan de Castilla y Aguayo, señor del mayorazgo del Viso y Malabrigo, que eran dos cortijos en el reino de Córdoba, veinticuatro de esta ciudad y caballero de Calatrava, gentilhombre de la Cámara del Infante Cardenal, hijo de Juan de Castilla y Aguayo, poseedor del mismo vínculo, veinticuatro de Córdoba, y de María de Figueroa; nieto de otro Juan de los mismos apellidos, casa y oficio y de Ana de Velasco, y materno de Gonzalo de Hoces, también veinticuatro de Córdoba, y de María de Hoces.
Y su cuarto marido fue Pedro de Paniagua de Loaysa y Zúñiga, señor de Santa Cruz de Paniagua en el alfoz de la ciudad de Plasencia, caballero de Calatrava, a quien también sobrevivió, y que antes estuvo casado con Teresa de Ayala y Manrique, de los condes de Cedillo, de la que tuvo por hijo al I marqués de Santa Cruz de Paniagua.
Del segundo tuvo por unigénito a
Agustín de Herrera y Rojas (1626-1632), ya citado, III marqués de Lanzarote, que murió de edad pupilar como ya se ha dicho, sucediéndole su madre.

### Colaterales de Luisa Bravo de Guzmán
A la IV marquesa le sucedió su sobrino segundo
- Fulgencio Bravo de Guzmán y Meneses († 1665), V marqués de Lanzarote, señor de Olmedillas, caballero de Santiago, hijo de Diego Bravo de Guzmán y de María de Padilla y Meneses, y nieto de Francisco Bravo de Guzmán, señor de Olmedillas, y de Catalina Manrique de Vargas, arriba citados todos ellos.

Casó en Madrid (Santos Justo y Pastor) el 19 de enero de 1662 con Baltasara de Bazán Herrera y Rojas, señora de honor de la Reina Mariana de Austria. Era hermana de Gaspar de Bazán Herrera y Rojas, señor de la villa de Peñalba en Aragón, caballero de Santiago, de quien proceden los marqueses de Peñalba, condes de Sástago, e hija de Francisco de Bazán, señor de Peñalba, del Consejo de Hacienda de S.M., corregidor de Burgos, caballerizo de la Reina, y de Constanza de Herrera Guzmán y Rojas, señora de las villas de Macintos y Villantodrigo y casa fuerte de Olmos de Pisuerga en tierras de Palencia, ya citada como nieta natural o sobrina nieta del I marqués de Lanzarote. Mediante este matrimonio, los Bravo de Guzmán probablemente intentaban suplir su carencia de consanguinidad con los primeros marqueses de Lanzarote, pero fue infecundo.
Sucedió su primo tercero
- Juan Francisco Duque de Estrada y Bravo de Guzmán (1644-1696), VI marqués de Lanzarote, que era sobrino 3.º de la IV marquesa: hijo de Antonio Francisco Duque de Estrada y Arteaga, natural de Llanes, y de Beatriz García Duque de Estrada y Salazar, su mujer, que lo era de Talavera de la Reina, arriba citada como biznieta de Garci Bravo de Medrano.

Casó dos veces: primera con Leonor de Meneses y Manrique (1647-c.1685), y en segundas nupcias con Teresa de Rivadeneira († 1716), la cual volvió a casar con Fernando Duque de Estrada y Eguino, I conde de la Vega del Sella, primo carnal de su primer marido.
De la primera tuvo por hijo y sucesor a
- Manuel Duque de Estrada y Meneses (1682-c.1710), VII marqués de Lanzarote.

Contrajo matrimonio con Rosa María de Fonseca Sámano y Urbina (c.1685-1750), VI marquesa de la Lapilla, la cual volvió a casar con Pedro Duque de Estrada y Lemus (1686-1765), IV conde de la Vega del Sella. Hija de Juan José de Sámano y Urbina, II marqués de Villabenázar, y de Fausta Melchora Barrón de Fonseca, V marquesa de la Lapilla.
Sucedió su hija
- Leonor Duque de Estrada y Urbina (1706-1718), VIII marquesa de Lanzarote, que murió de edad de doce años.

### Primer pleito y línea González de Castejón
Sucedió por sentencia de 1729
- Martín Pedro González de Castejón Belvís e Ibáñez (1663-1736), IX marqués de Lanzarote, I de Velamazán y V de Gramosa, vizconde de las Vegas de Matute.

Casó tres veces: primera con Teresa Ibáñez de Segovia; segunda con Ana Laura González de Castejón, hija de Gil Fadrique de Castejón, I marqués de la Solana. Y tercera vez casó con Águeda María de Camargo y Angulo, hija de José Antonio de Camargo y Pasquier, I conde de Villarrea.
Sucedió su hijo del primer matrimonio
- Manuel Martín Nicolás González de Castejón e Ibáñez de Segovia (1690-1752), X marqués de Lanzarote, VI de Gramosa y II de Velamazán, vizconde de las Vegas de Matute, concesionario de la grandeza de España otorgada en 1744 a la casa de Gramosa, caballero de Calatrava.

Casó dos veces: primera con Teresa Ignacia Dávila y Suárez de Mendoza, II marquesa de Albaserrada, XVI condesa de Coruña.
Y en segundas nupcias con María Manuela de Villalonga y Velasco, hija de Francisco de Villalonga y Fortuny, I conde de la Cueva. De la segunda tuvo por hijos a
1. Martín González de Castejón y Villalonga, que sigue,
2. María del Pilar González de Castejón y Villalonga, que seguirá.

Sucedió su hijo
- Martín González de Castejón y Villalonga (.-1764), XI marqués de Lanzarote. Sin descendientes.

Sucedió su hermana
- María del Pilar González de Castejón y Villalonga, XII marquesa de Lanzarote, que falleció soltera.

### Casa de Santa Coloma
Sucedió su prima hermana
- María de Silva y González de Castejón, XIII marquesa de Lanzarote, XV condesa de Cifuentes, grande de España, V marquesa de Velamazán, V de Alconchel y IX de Albaserrada, condesa de la Rivera.

Casó con Juan Bautista de Queralt y de Pinós, VII conde de Santa Coloma, grande de España, V marqués de Albolote y V de Besora.
Sucedió su hijo
- Juan Bautista de Queralt y Silva (.-1865), XIV marqués de Lanzarote, XI de Gramosa, VIII conde de Santa Coloma, XVI de Cifuentes, VII conde de la Cueva y VII de la Rivera, IX marqués de Alconchel, VI de Albolote, X de Albaserrada y VI de Besora, tres veces grande de España, último señor jurisdiccional de Lanzarote.

Casó con María del Pilar Bucarelli y Cebrián, V marquesa de Vallehermoso X condesa de las Amayuelas, IX de Fuenclara, XI de Tahalú y VIII de Gerena, X marquesa de Taracena y VI de Valdecarzana, vizcondesa de Ursúa, tres veces grande de España.
Sucedió su hijo
- Juan Bautista de Queralt y Bucareli (fallecido en 1873), XV marqués de Lanzarote, IX de Gramosa, XVII de Cañete, VI de Vallehermoso, IX conde de Santa Coloma, XVII de Cifuentes, XI de las Amayuelas y VIII de Fuenclara, siete veces grande de España, X marqués de Alconchel, XIV de Taracena, VII de Albolote, VII de Valdecarzana, XI de Albaserrada y VII de Besora, XI conde de Escalante, XVII de Tahalú, XII de conde de Villamor, VIII de la Cueva y VIII de la Rivera.

Casó con María Dominga Bernaldo de Quirós y Colón de Larreátegui, hija de Antonio Bernaldo de Quirós y Rodríguez de los Ríos, VI marqués de Monreal, de Santiago y VI de la Cimada, y de Hipólita Colón de Larreátegui y Remírez de Baquedano, hija del XII duque de Veragua.
Sucedió su hijo
- Hipólito de Queralt y Bernaldo de Quirós, XVI marqués de Lanzarote, XIII de Gramosa, XVIII de Cañete, VII de Vallehermoso, X conde de Santa Coloma, XII de las Amayuelas, XII de Escalante, XVIII de Tahalú, XIII de Villamor, IX de la Cueva y IX de la Rivera, XI marqués de Alconchel, XV marqués de Taracena, VIII de Valdecarzana, XII marqués de Albaserrada y VIII marqués de Besora, cinco veces grande de España.[76]

Casó con Elvira Fernández-Maquieira y Oyanguren y tuvieron los siguientes hijos:
1. Enrique de Queralt y Fernández-Maquieira, que sigue,
2. Hipólito de Queralt y Fernández-Maquieira, XIII marqués de Albaserrada (por cesión de su hermano Enrique).
3. Carlos de Queralt y Fernández-Maquieira, IX marqués de Besora (por cesión de su hermano Enrique).
4. María Dominga de Queralt y Fernández Maquieira, condesa de Torralba de Aragón (título rehabilitado a su favor en 1925). Su hijo

Lorenzo Piñeyro y Queralt fue VIII marqués de Albolote por rehabilitación en 1915.
- Enrique de Queralt y Fernández-Maquieira (1867-1934), XVII marqués de Lanzarote, XIV de Gramosa, XIX de Cañete, VIII de Vallehermoso, XI conde de Santa Coloma, XIII de las Amayuelas, XIII de Escalante, XIX de Tahalú, XIV de Villamor, XI de Gerena, X de la Cueva y X de la Rivera, XII marqués de Alconchel, XVI de Taracena y IX de Valdecarzana, vizconde de Certera y del Infantado, cinco veces grande de España.

Casó con Brígida Gil-Delgado y Olazábal.
Sucedió su hijo
- Enrique de Queralt y Gil Delgado, XVIII marqués de Lanzarote, XV de Gramosa, XX de Cañete, IX de Vallehermoso, XII conde de Santa Coloma, XIV de las Amayuelas, XIV de Escalante, XX de Tahalú, XIV conde de Villamor]], XII de Gerena, XI de la Cueva y XI de la Rivera, XIII marqués de Alconchel, cinco veces grande de España.

Casó con María Victoria de Chávarri y Poveda, hija de Víctor Chávarri y Anduiza, I marqués de Triano, y de María Josefa de Poveda y Echagüe.
Tuvieron los siguientes hijos:
1. Enrique de Queralt y Chávarri, que le sucedió en la mayoría de los títulos: XIII conde de Santa Coloma, XV de las Amayuelas, XVI marqués de Gramosa, XXI de Cañete, X de Vallehermoso, XIV de Alconchel, XV conde de Escalante, XXI de Tahalú y XV de Villamor, cinco veces grande de España.
2. María Victoria de Queralt y Chávarri, XII condesa de la Cueva.
3. María Paloma de Queralt y Chávarri, XII condesa de la Rivera.

### Segundo pleito y línea Benítez de Lugo
En el marquesado de Lanzarote sucedió por sentencia judicial
- Luis Felipe Benítez de Lugo y Massieu (n. 1938), XIX y actual marqués de Lanzarote, hijo de Luis Benítez de Lugo y Ascanio, XI marqués de la Florida, alférez provisional, campeón de la Copa del Generalísimo de Tenis en 1946 y 1947, presidente del club Atlético de Madrid y de varias federaciones deportivas nacionales, Gran Cruz del Mérito Militar, medallas Militar colectiva y de Sufrimientos por la Patria,[77] y de María del Rosario Massieu y Fernández del Campo, su mujer, III marquesa de Arucas.

Casó con María Victoria Carrasco y Segovia.